# 红丰水库
红丰水库是中国安徽省滁州市来安县境内的一座水库，位于滁河支流来安河上，建于1974年。水库正常库容为830万立方米，集雨面积为31平方千米，海拔为26.5米。